# Air Jordan
Air Jordan je řada basketbalových bot a sportovního oblečení vyráběná americkou společností Nike, Inc. První boty Air Jordan byly vyrobeny pro bývalého hráče basketbalové Síně slávy Michaela Jordana během jeho působení v týmu Chicago Bulls na konci roku 1984 a veřejnosti byly představeny 1. dubna 1985. Boty pro Nike navrhli Peter Moore, Tinker Hatfield a Bruce Kilgore.

## Pozadí
26. října 1984 podepsal Michael Jordan se společností Nike pětiletou smlouvu na 2,5 milionu dolarů, což bylo třikrát více než jakákoli jiná smlouva v tehdejší Národní basketbalové asociaci (NBA). Společnost Nike uvedla v dubnu 1985 na trh řadu tenisek Air Jordan s cílem vydělat v prvních třech letech 3 miliony dolarů. Prodej výrazně překonal očekávání a za jeden rok vydělal 162 milionů dolarů.
9. září 1997 představili Michael Jordan a společnost Nike značku Jordan (původně nazvanou Brand Jordan). Vybudovala si udržitelný obchodní model vydáváním nových designů a retro modelů a spoluprací s populárními umělci. V roce 2022 dosáhla značka Jordan Brand obratu přes 5 miliard dolarů, z čehož Michael Jordan získal 150 milionů dolarů – téměř dvojnásobek částky 86,7 milionu dolarů, kterou vydělal za celou svou kariéru v NBA.

## Sponzorování

### Americký fotbal
- NCAA College Football
  - University of Florida
  - University of Oklahoma
  - University of Michigan
  - University of California, Los Angeles
  - University of North Carolina at Chapel Hill
  - Howard University
- Asociace fotbalu
  - Paris Saint-Germain FC
- Basketbal
  - Francouzská basketbalová reprezentace
  - Chorvatská basketbalová reprezentace
  - Slovinská basketbalová reprezentace

## Kultura
Kromě sportovního výkonu přispěly tenisky Air Jordan k proměně sneakers z čistě funkčních bot na sběratelské a módní ikony. Tento trend se stal globálním fenoménem, kdy jednotlivé modely Air Jordan začaly být vnímány jako symboly subkultur a byly často sbírány nejen kvůli jejich designu, ale také kvůli jejich kulturní hodnotě.

## Spolupráce
Společnost Air Jordan je dobře známá tím, že oslovuje hudební umělce, aby jí pomohli vytvořit jedinečné Air Jordan, které budou nazývat svými vlastními. Patří mezi ně celebrity jako DJ Khaled, Eminem, Nicki Minaj a Mark Wahlberg. Po spolupráci se společností Nike na jejích Air Force One v roce 2017 spolupracoval rapper Travis Scott se značkou Jordan na návrhu iterací Air Jordan 1, Air Jordan 4 a Air Jordan 6 ve stylu Cactus Jack.
Air Jordan spolupracuje se streetwearovými společnostmi a módními domy. Mezi kolaborace patří Virgil Abloh a jeho značka Off-White, Supreme a Dior.

### Looney Tunes a Space Jam
26. ledna 1992 uvedla společnost Jordan Brand během Super Bowlu XXVI reklamu, v níž králík Bugs Bunny požádal Michaela Jordana o pomoc, aby pomocí kreslených gagů přelstil šikanující konkurenční tým. Druhá reklama měla premiéru v roce 1993, v níž se Bugs a Jordan utkali s Marvinem Marťanem. Reklamy inspirovaly Jordanova agenta Davida Falka, aby navrhl film s Jordanem a postavičkami z Looney Tunes. Výsledkem byl komerčně úspěšný film Space Jam, který v pokladnách kin vydělal přes 230 milionů dolarů a na prodeji zboží vydělal přes miliardu dolarů. Úspěch reklamní kampaně a filmu přispěl k popularitě Looney Tunes a dalších kreslených postaviček jako motivů pouliční módy v 90. letech a v roce 2000.[zdroj?]

## Televize a filmy
[ujasnit]
- Spider-Man: Into the Spider-Verse (2018)
- One Man and His Shoes (2020)
- The Last Dance (2020)
- Air (2023)